# 김진화 (장수인)
김진화(1852년 9월 23일? ~ 1989년?)는 대한민국의 비공식 슈퍼센티네리언이다.

## 같이 보기
- 오윤아
- 박명순
- 이화례
- 김엄곡
- 엄옥군
- 장수
- 최장수인
- 슈퍼센티네리언